# Жълтокрил прилеп
Жълтокрилият прилеп (Lavia frons) е вид прилеп от семейство Megadermatidae. Видът не е застрашен от изчезване.

## Разпространение и местообитание
Разпространен е в Бенин, Буркина Фасо, Бурунди, Габон, Гамбия, Гана, Гвинея, Гвинея-Бисау, Демократична република Конго, Еритрея, Етиопия, Замбия, Камерун, Кения, Кот д'Ивоар, Мали, Нигер, Нигерия, Руанда, Сенегал, Сиера Леоне, Сомалия, Танзания, Того, Уганда, Централноафриканска република, Чад и Южен Судан.
Обитава гористи местности, влажни места, долини, храсталаци, савани, езера, блата, мочурища и тресавища.

## Описание
На дължина достигат до 6,7 cm, а теглото им е около 23,8 g.
Популацията на вида е стабилна.